# Reato impossibile
Per reato impossibile  (o quasi reato) si intende la fattispecie criminosa che non è giuridicamente possibile compiere. La definizione di reato impossibile è fortemente correlata con quella di Delitto tentato.
Il tentativo di reato presuppone requisiti di idoneità e non equivocità degli atti, oltre al non compimento del fatto o al non verificarsi dell'azione, per poter essere penalmente perseguibile. 
L'art. 49 comma 2 del c.p. prende però in considerazione anche l'ipotesi del "tentativo assolutamente inidoneo" mediante la figura del cosiddetto reato impossibile, escludendo la punibilità per gli atti posti in essere secondo modalità inidonee al compimento dell'azione.

## Esempio
Un classico esempio sarebbe il reato di stregoneria o di iettatura.
Un altro esempio di reato impossibile è dato dal tentativo di omicidio sparando con un'arma giocattolo (non modificata per ferire in maniera pesante): la condotta in sé è assolutamente inidonea al raggiungimento del fine. Viceversa, l'uso di un'arma da fuoco caricata con proiettili allo scopo di uccidere, qualora l'evento omicida non si realizzi (per errore nella mira, per movimento repentino della vittima ecc.), fa configurare il tentativo di reato. Invece, una pistola giocattolo impiegata per compiere il reato di minaccia, non determina l'impossibilità di tale reato, essendo l'arma finta (ma non facilmente riconoscibile come tale) idonea a realizzare il reato di minaccia. 
Correlato è il tentato omicidio di persona già deceduta: ad esempio sparare a un cadavere, pur credendolo vivo: l'aspirante omicida non può essere punito con un processo alle intenzioni, non potendosi uccidere un morto; al massimo potrà essere punito eventualmente per vilipendio di cadavere, condotta pericolosa o porto improprio di arma da fuoco.

## Presupposti
I presupposti del delitto impossibile sono:
- inidoneità dell'azione, oppure,
- inesistenza dell'oggetto di essa.

Per "inidoneità dell'azione" si intende la non idoneità, appunto, degli atti diretti a commettere un fatto costituente reato, perpetrati da parte del soggetto agente (Riccardo Mussi). 
Per "inesistenza dell'oggetto di essa" si intende la mancata realizzazione del disegno criminoso da parte del soggetto agente, il quale, da solo o in concorso con altre persone, pone in essere un disegno criminoso ma incontra un quid ostativo, cioè un ostacolo alla realizzazione dello stesso; (Riccardo Mussi)
Il distinguo va dunque operato secondo il modello tentativo idoneo - tentativo inidoneo, qualificando quest'ultimo come reato impossibile.
Seppure non idoneo a mettere in pericolo il bene giuridico, il tentativo inidoneo rileva comunque ai sensi della pericolosità sociale del soggetto agente: in virtù di questo, l'art. 49 comma 2, c.p. prevede la possibilità per il giudice di sottoporre l'imputato prosciolto ai rigori di una misura di sicurezza, consistente nella libertà vigilata. L'applicazione della misura di sicurezza è giustificata dal fatto che il soggetto ha manifestato comunque una volontà delittuosa.
Anche nell'ipotesi di quasi reato è applicabile la disciplina dell'art. 49, comma 3, c.p.: se concorrono nel fatto gli elementi costitutivi di un reato diverso, si applica la pena stabilita per il reato effettivamente commesso.

## Testi normativi
- Codice penale